# Германці

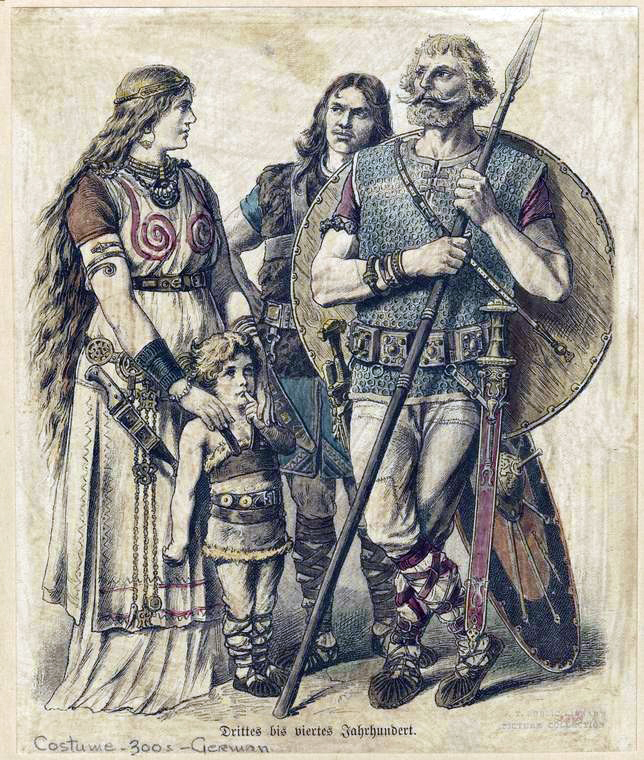
Сім'я стародавніх германців у 300-і роки, історична реконструкція, 1913 рік.

Германці (лат. Germani) — група племен, яка належить до індоєвропейської мовної сім'ї , що утворилася наприкінці новокам'яної доби з носіїв культур мегалітів, лійчастого посуду, шнурової кераміки, та бойових сокир. Спочатку вони заселяли Південну Скандинавію, Данію, Шлезвіг. Пізніше, в І ст., проживали на досить обширній території — між Рейном і Віслою, із заходу на схід, між Дунаєм на півдні і Північним та Балтійським морями на півночі.
Германські племена, як етнос, сформувався на півночі Європи, на Ютландському півострові, півдні Скандинавії та нижньої частини річки Ельба. Десь три тисячі років тому, було різке похолодання і вони почали свою експансію на південь Європи, поступово витісняючи кельтів.
Назву «германці» вперше згадує Посейдоній (близько 90 року до нашої ери), а вводить у римську літературу Цезар. Важливі відомості про германців подають Пліній Старший (помер 79 року) у «Природничій історії», Тацит у своїй праці «Германія» ( 98 рік) і всесвітня географія грека Птолемея.
Римська імперія побудувала багато укріплень для захисту від германських племен. Вперше зіткнення між римлянами і германцями відбулося в 113 році до н. е., коли плем'я тевтонців напало на Рим і здобувши декілька перемог, було розбите римськими військами. Германські війська досить цінувалися Римськими імператорами і тому часто наймалися ними, коли виникали труднощі у формуванні власної армії, на захист кордонів.

## Племена

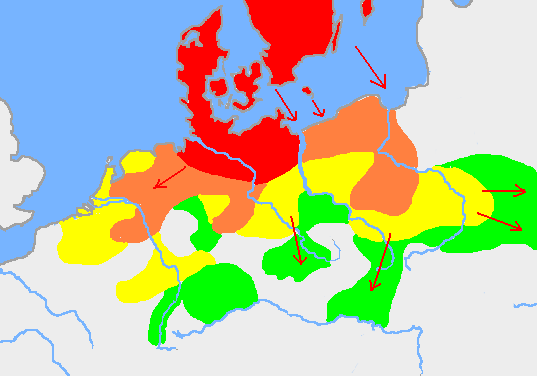
Напрямки міграції германських племен (750 рік до н.е — I століття н. е.)

Карта розселення германських племен у I столітті н. е.

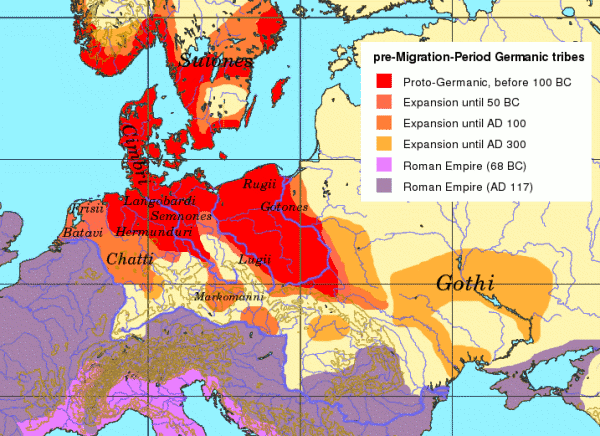
Карта, що показує території розселення германських племен у 100 році до н. е., 50 році до н. е., 100 році н. е. і 300 році н. е. Також показані володіння Римської імперії у 68 році до н. е. і 117 році н. е.

Германські племена: алемани, англи, ангріварії, бавари, батави, бруктери, бургунди, вандали, вестготи, гепіди, герули, готи, гети, дани, квади, кімври, лангобарди, лугії, маркомани, наріски, немети, остготи, ругії, сакси, свеви, свеї, сігамбри, скіри, тайфали, тевтони, тенктери, убії, усіпети, франки, фризи, хамави, хатти, херуски, юти, та інші.
Взагалі серед германських племен розрізняють 3 групи:
- 1. Північні германці охоплювали племена, що залишилися в Скандинавії.
- 2. Східні германці, які жили близько до північних германців, переселяються зі Скандинавії в райони на схід від річки Ельби (вандали, бургунди, готи, ругії та ін.).
- 3. Західні германці (рейнські, везерські та полабські). Пліній поділяє їх на 3 групи (не етнічні, а культурні союзи): Інгевони (поблизу Північного моря), Істевони (уздовж Рейну), гермінони (всередині країни), котрі ведуть свій родовід від Маннуса. До цих груп належать: херуски, убії, батави, хатти, франки (сформувалися внаслідок злиття узипетів, тенкерів, сугамбрів та бруктерів), хавки, фризи, саксонці, свеби, семнони, гермундури, лангобарди, готи, квади та ін.

## Розселення і господарство

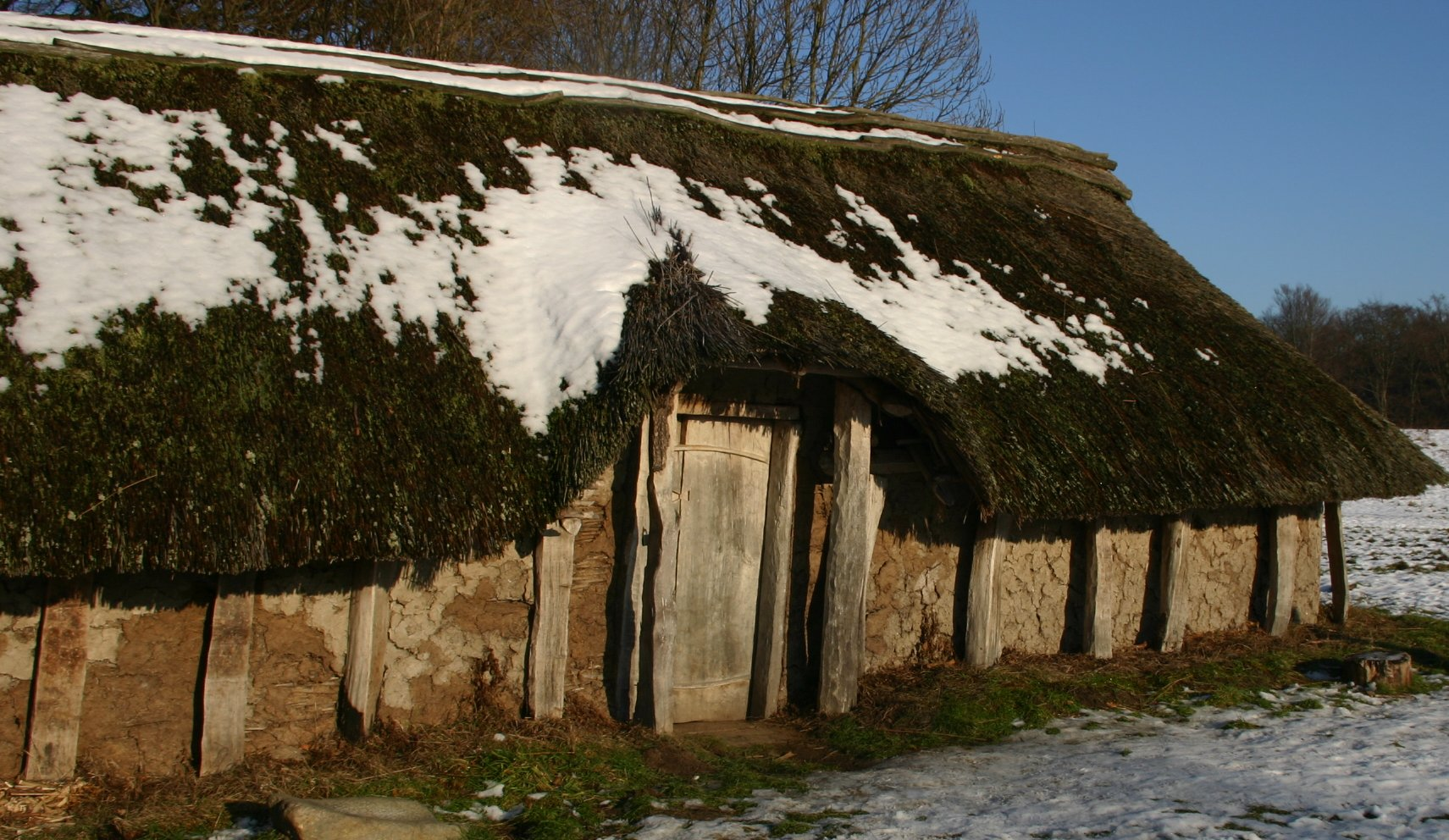
Реконструкція «довгого» дому германців

Розселяються по хуторах та невеличких селах. Прямокутна дерев'яна будівля на палях, що зустрічається в Залізну добу, об'єднує вогнище, вогнищевий кут та хлів під двосхилим дахом. Спершу у германців розвивається землеробство (вирощували пшеницю, ячмінь, овес, жито, льон, просо, овочі) та скотарство (всі відомі їм свійські тварини), пізніше запозичили від римлян виноградарство і садівництво. Поселяються родами(ідентичність родової і сільської громади): розподіл ріллі для користування на однаковій за розміром і якістю ділянки (смуги) серед членів роду, за числом працівників; спільне користування общинними угіддями (ліс, пасовище, вода та ін.). Окрема власність — огороджене володіння (будинок і садиба), яке є священним, як житло домашніх богів та місце поховання предків.

## Торгівля
Торгівлю германці вели із середземноморськими країнами (ще з часів Бронзової доби).

## Суспільство
У германців було три основних стани:
- 1. Знать становлять родини, котрі ведуть свій родовід від богів.
- 2. Вільні — основне населення, яке має політичні права і здатне до військової служби.
- 3. Менш вільні чи напіввільні складаються з вільновідпущених (liberti) та литів (laeti, lassi). Останні — це забрані в неволю, часто із спорідненого племені. Невільні (раби) — це або військовополонені, або народжені невільними, або ж ті, котрі стали невільними у зв'язку з неспроможністю сплати борги (гральні борги).

## Германське плем'я
Воно відділене від сусідніх племен широкими смугами пустищ, плем'я розпадалося на округи, округи — на сотні. Найважливішою спільнотою є рід, члени якого пов'язані спільним походженням. Він забезпечує своїм членам злагоду, захист і правосуддя. Відстоювання честі є, серед іншого, сакральним обов'язком роду (міжусобиці й кровна помста, що згодом заміняється на викуп), а не окремої особи.

## Військо
Спільнота організованих за родами чоловіків, придатних до військової служби, становить військо, яке воювало в клиноподібних бойових порядках.

## Право
Ніяких писемних правових положень, тільки звичаєве право, яке має своїм підґрунтям здоровий глузд і передається в усній формі.

## Державний устрій
Верховний орган — земельна громада (thing, ding), що збирається через однакові проміжки часу (збори війська). Князі вносять пропозиції, які народ може відхилити чи схвалити. Голосування (одностайно) проводиться з питань війни й миру, звільнень; в ролі суду земельна громада ухвалює рішення щодо святотатств, державної зради, військових злочинців та ганебних діянь. Вона виганяє злочинця з громади (непримиренність), виносить смертний вирок та призначає спосіб його виконання.
На чолі племен східних германців стоять королі (сакральні, військові та судові фунуції). Племена без королів (західні германці, які оформлюються в королівство лише пізніше) обирають під час війни герцогів з аристократичного прошарку: вирішальними є не походження, а завзятість. Королі, герцоги та знать мають право утримувати почет (спершу юнаки для військової підготовки, згодом досвідчені воїни, котрі присягнули на життя і смерть).

## Релігія
Поряд з богами родючості («ваннами») Ньордом (ідентичний з Нертою, богинею-матір'ю), Фреєм та Фреєю стоять небіжчики. Зазвичай називають трьох богів: Водана (Одіна) — покровителя померлих і володаря чаклунства, пізніше бога війни, екстатичність культу якого вказує на східне походження (їзда верхи); Тора (Донара) — захисника селян від велетнів; Тіваза (Зіва, Тіра) — бога війни, який у поклонінні північних германців складає конкуренцію Водану. Богів славлять на культових святах, які плем'я справляє періодично або після переможного завершення війни на культових місцях. Приносилися в жертву тварини та була спільна культова трапеза зі співами й танцями. Культовими місцями є священні гаї, пагорби та місця біля священних дерев, джерел і каменів. Поряд з цим — храми з ідолам (з дерева або з металу), пізніше, під чужим впливом також і зображення богів. Через оракулів дізнаються про волю богів. Політична і культова посада — в одних і тих самих руках; жерців немає.

## Писемність

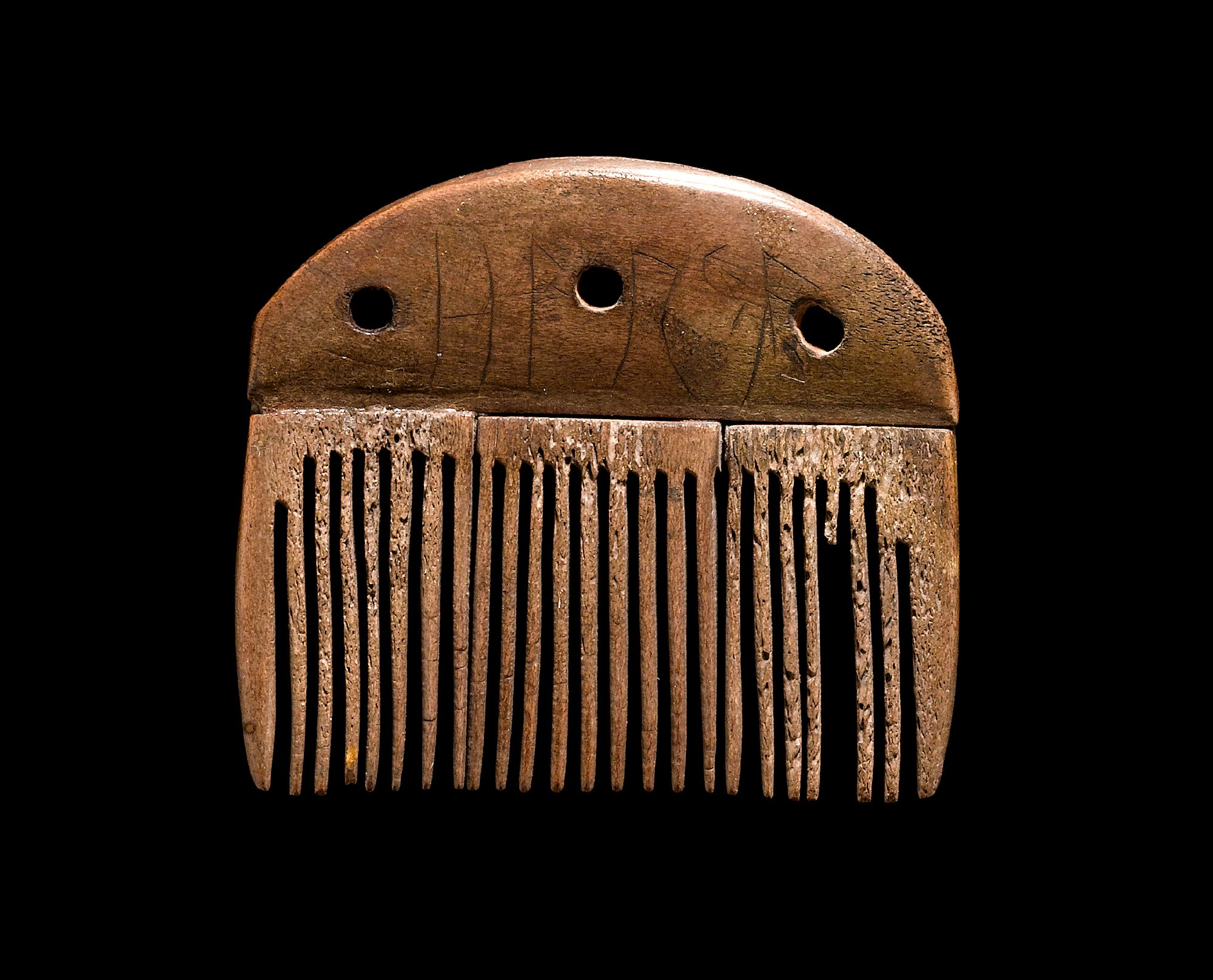
Рунічний напис 2-ї половини II століття на кістяному гребні з острова Фюн (Данія).

Германські племена користувалися рунічною писемністю. Слово руни походить від готського слова runa — таємниця. Алфавіт називався футарк, нараховував 24 руни. Футарк отримав свою назву від перших шести рун з яких починався алфавіт (f, u, þ, a, r, k). Кожна руна позначала певний звук та мала символічно-смислове значення.

## Галерея

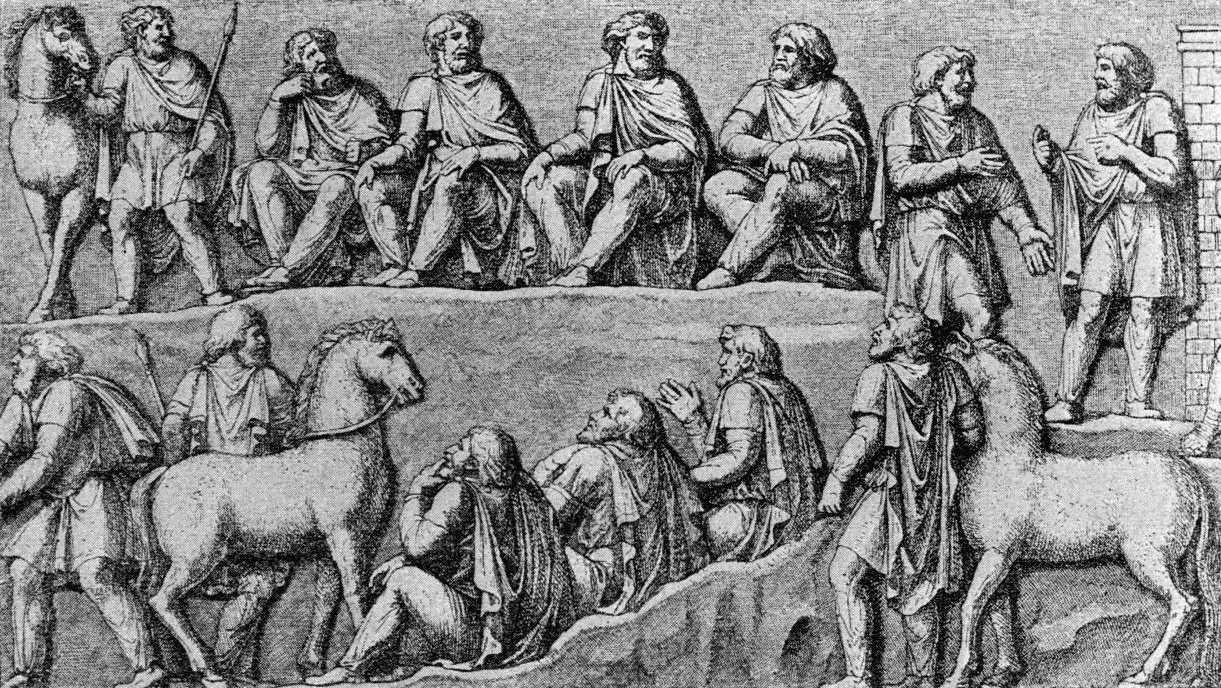
Збори германської племінної верхівки. Зображення на колоні Марка Аврелія.
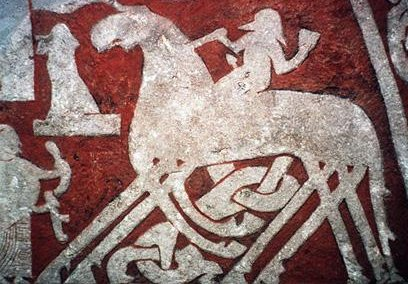
Одін на восьми-ногому коні Слейпнірі. Зображення VIII століття.

| Етнографія | Це незавершена стаття з етнографії. Ви можете допомогти проєкту, виправивши або дописавши її. |